# Linköpings Motorstadion
Linköpings Motorstadion, även kallad Sviestad, är en trafikövningsplats och motorsportanläggning belägen utanför Linköping, Sverige anläggningen ägs och drivs av Linköpings Motorsällskap. På anläggningen finns det banor för banracing/roadracing, motocross, speedway, enduro, trial, rally, rallycross och karting samt radiostyrd bilsport.

## Historia
Banan anlades 1965-66 som en övningsplats inför högertrafikomläggningen 1967[källa behövs], därav det lite märkliga "rondellsystemet" mellan nuvarande parkeringsdepå och banans norra sida, under trafikövningstiden kördes banan i högertrafik och långrakan samt torpar'n var grusväg. När högertrafiken väl var införd asfalterades de grusade partierna och körriktningen ändrades till högervarv och som av en lycklig slump blev det en riktigt trevlig racerbana. Banan användes endast till motorcyklar fram till 1998.

## Bansträckning
Bansträckningen som används till bilracing mäter 2 137 meter och har ett banrekord på 65 sekunder, bansträckningen för MC är 2 160 meter och har banrekord på 54 sekunder.
Kurvorna heter från startlinjen; "esset" (vänster-höger), "crosskurvan" (snabb vänster), "torpar'n" (höger med minskande radie), högfartsböjen (svag höger, endast för bilar efter 2007), "korkskruven" (höger-vänster-höger, endast för MC, tillkom 2007, kallas ibland "Franssons Corner" eftersom Magnus Fransson var den förste att köra omkull i nämnda parti på en Yamaha TZ250 under Sviestadloppet RR-SM 2007), rondellpartiet (höger-vänster-höger, endast för bilracing), bergskurvan (höger, endast för MC), Sviestadkurvan (höger). Delar av asfaltbanan används också till Supermotard.